# Ferrum (Virginia)
Ferrum is een plaats (census-designated place) in de Amerikaanse staat Virginia, en valt bestuurlijk gezien onder Franklin County.

## Demografie
Bij de volkstelling in 2000 werd het aantal inwoners vastgesteld op 1313.

## Geografie
Volgens het United States Census Bureau beslaat de plaats een oppervlakte van
24,0 km², geheel bestaande uit land. Ferrum ligt op ongeveer 405 m boven zeeniveau.

## Plaatsen in de nabije omgeving
De onderstaande figuur toont nabijgelegen plaatsen in een straal van 24 km rond Ferrum.